# Yamachiche
Yamachiche es un municipio canadiense situado en la provincia de Quebec.

## Superficie
Yamachiche tiene una superficie de 106,39 km².

## Demografía
En 2021, tenía 2813 habitantes, una densidad poblacional de 26,4 hab./km², y 1273 viviendas.